# ده نوبارز
ده نوبارز، روستایی از توابع بخش منج شهرستان لردگان در استان چهارمحال و بختیاری ایران است.

## جمعیت
این روستا در دهستان بارز قرار دارد و براساس سرشماری مرکز آمار ایران در سال ۱۳۸۵، جمعیت آن ۹۳۱ نفر (۱۷۶خانوار) بوده‌است.